# Algo prodigioso
"Algo prodigioso" foi a canção que representou a Espanha no Festival Eurovisão da Canção 1963 que teve lugar em 23 de março desse ano em Londres.
A referida canção foi intrpretada em castelhano por José Guardiola. Foi décima-segunda canção a ser interpretada na noite do festival, a seguir à canção da França "Elle était si jolie", interpretada por Alain Barrière e antes da canção da Suécia "En gång i Stockholm", interpretada por Monica Zetterlund. Terminou a competição em 12.º lugar, tendo recebido um total de 2 pontos. No ano seguinte, em 1964,a Espanha fez-se representar com a canção "Caracola, interpretada por Los TNT.

## Autores
| AUTORES                               |
| ------------------------------------- |
| Letrista: Camillo Murillo Janero      |
| Compositor: Fernando García Morcillo  |
| Orquestrador: Rafael de Ibarbia Serra |

## Letra
A canção é uma balada na qual Guardiola descreve várias situações algo prodigiosas, como por exemplo alguém cuida de uma criança tem problemas em dormir, ajudar uma pessoa desesperada a encontrar o caminho que a salvará.Depois fala da pessoa amada que ee considera maravilhosa e que só ela er aum raio de luz na vida dele.